# 绒山白兰
绒山白兰为菊科紫菀属下的一个种。

## 扩展阅读
- 維基物種上的相關：绒山白兰